# Цхададзе Кахабер Джумберович
Кахабер Джумберович Цхададзе (груз. კახაბერ ჯუმბერის ძე ცხადაძე, нар. 7 вересня 1968, Руставі) — радянський та грузинський футболіст, що грав на позиції захисника, флангового півзахисника.  Майстер спорту СРСР міжнародного класу (1992). Виступав, зокрема, за клуби «Айнтрахт» та «Манчестер Сіті», а також національну збірну Грузії.
По завершенні ігрової кар'єри — грузинський футбольний тренер. З 2021 року— головний тренер клубу «Динамо» (Тбілісі).

## Клубна кар'єра
Футболом почав займатися в 1976 році в руставському дитячому клубі «Аріші». Перші тренери — Мурман Гоголадзе і Томаз Додашвілі.
По закінченні 8-го класу грав за «Аріші» у 2-й групі першості Грузії. Потім Цхададзе опинився в команді Другої ліги «Металург» (Руставі), куди його запросив Шота Чеїшвілі. Він же незабаром порекомендував гравця Нодару Ахалкаці, який взяв його в дубль, дозволяючи при цьому грати за «Металург». Через деякий час Цхададзе отримав травму і покинув «Динамо». У 1987 році Чеїшвілі опинився в тренерському штабі «Динамо» і знову запросив у команду Цхададзе.
У 1988 році дебютував за основний склад «Динамо» у Вищій лізі СРСР. Вихід команди з союзного чемпіонату не прийняв і вирішив виступати за московський «Спартак», куди його кликав Олег Романцев. Провівши тиждень в «Спартаку», після візиту на базу команди брата Гочі і начальника «Динамо» Володимира Гуцаева, повернувся в «Динамо», що отримало назву «Іберія», де провів ще рік.
У 1991 році відіграв півроку в Швеції за «Сундсвалль», після чого за допомогою Кулькова і Юрана був запрошений на оглядини в «Бенфіку», однак їхав туди з травмою, яка завадила проявити себе. Головний тренер «Бенфіки» Свен-Йоран Ерікссон запропонував почекати рік, тому Цхададзе вирішив перейти в московський «Спартак», де і почав сезон 1992, а завершив у «Динамо» (Москва).
У 1993 році був проданий в клуб німецької Бундесліги «Айнтрахт» з Франкфурта. У команді зайняв місце переднього захисника. Перші півтора року грав практично без замін, допоміг клубу в сезоні 1992/93 зайняти 3-е місце і кваліфікуватися в Кубок УЄФА.
Під час матчу Кубка УЄФА 1993/94 проти австрійського «Казино» (Зальцбург) арбітр матчу Сергій Хусаїнов за незначний фол вирішив дати жовту картку гравцеві «Айнтрахта», яка стала вже другою в турнірі для останнього. Цхададзе крикнув Хусаїнову: «Григорьїч, прошу, не треба». Він був упевнений, що їх ніхто не зрозуміє, але не врахував, що тренер австрійців Отто Барич — хорват і трохи розуміє російську. Барич вискочив до бровки і закричав: «Руссишес швайн!». Цхададзе йому відповів, а Барич плюнув в нього. У підсумку Хусаїнов видалив Барича з лавки запасних.
У сезоні 1994/95 «Айнтрахт» очолив Юпп Гайнкес, з яким відносини у Цхададзе не склалися. Після самовільного виїзду в збірну Грузії, деякий час був відсторонений від ігор основного складу. В середині сезону клуб очолив тренер Карл-Гайнц Кербель, при якому Цхададзе знову став твердим гравцем основи. 25 липня 1995 року в матчі Кубка Інтертото проти «Бордо», в ігровому зіткненні з Крістофом Дюгаррі отримав травму — розрив хрестоподібних зв'язок коліна, через яку майже рік не грав.
В останньому сезоні в Німеччині грав у Другій Бундеслізі, куди його клуб вилетів за підсумками сезону 1995/96.
У кінці 1996 року був придбаний за $250 тис. «Аланією», в якій провів наступний сезон. В кінці 1997 року переїхав в Англію, уклавши контракт із «Манчестер Сіті» по системі 1+2,5 року. За підсумками сезону 1997/98 вилетів з командою з другого до третього англійського дивізіону.
Протягом 2000—2002 років захищав кольори «Локомотива» (Тбілісі), з яким виграв Кубок Грузії.
Незважаючи на важкі травми (у тому числі перелом ноги, розрив зв'язок коліна) що переслідували гравця, завершив свою кар'єру в 36-річному віці в клубі Першого дивізіону Росії «Анжі» з Махачкали, за яке виступав протягом 2003—2004 років.

## Виступи за збірні
У 1989 грав за молодіжну збірну СРСР під керівництвом Володимира Радіонова.
З кінця 1991 потрапив під пильну увагу тренера збірної СРСР Бишовця, який повідомив Цхададзе: «Хочеш потрапити на Євро-92, переїжджай в серйозну команду, краще всього — до Росії». При цьому Цхададзе вже провів 2 гри за збірну Грузії проти Литви та Молдови, але розуміючи, що в найближчі роки перспективи грузинської збірної на великих турнірах туманні, пішов назустріч побажанням Бишовця.
На чемпіонат Європи 1992 року у Швеції Цхададзе в підсумку взяли у складі новоствореної збірної СНД, але проявити себе там йому не вдалося. Після Євро повернувся до збірної Грузії. Всього протягом кар'єри у національній команді, яка тривала до 1998 року, провів у формі головної команди країни 25 матчів, забивши 1 гол.

## Кар'єра тренера
Ще під час виступів за «Локомотив» з Тбілісі Цхададзе намагався поєднувати в собі якості гравця і тренера. Після завершення ігрової кар'єри в 2004 році він зайнявся виключно тренерською діяльністю. Очолював грузинські клуби «Динамо» (Тбілісі) та «Сіоні». З обома клубами йому вдалося стати чемпіоном Грузії: у сезоні 2004/05 з «Динамо», в 2005/06 з «Сіоні». Разом із завоюванням другого золота Цхададзе був визнаний кращим тренером сезону.
У вересні 2006 року за порушення дисципліни під час матчу 2-го туру чемпіонату Грузії тріумфатор попереднього сезону був спочатку дискваліфікований на п'ять зустрічей, а потім за рішенням дисциплінарно-технічного комітету Футбольної федерації Грузії і зовсім відсторонений від тренерської роботи до 31 травня 2007 року. До цього Цхададзе вже заробляв дискваліфікацію на п'ять зустрічей за свою нестриманість. Крім того емоційний головний тренер «Сіоні» побився з головним тренером «Баку» Беюкагою Гаджиєвим в ході матчу першого відбіркового раунду Ліги чемпіонів 2006/07, після чого дивився поєдинок з трибуни. Після дискваліфікації було вирішено залишити Цхададзе в «Сіоні» на адміністративній роботі.
У січні 2008 року грузинський тренер підписав контракт на півроку з азербайджанським клубом «Стандард» (Баку) і керував командою під час другого кола чемпіонату Азербайджану, посівши з командою дев'яте місце, після чого недовго тренував молодіжну збірну Грузії.
З 2009 року по 2014 рік працював в клубі «Інтер» (Баку), вигравши з командою чемпіонат Азербайджану у сезоні 2009/10.
З березня 2015 року по березень 2016 року був тренером збірної Грузії.
У квітні 2016 року став головним тренером казахстанського клубу «Кайрат».

## Досягнення

### Гравця
- Чемпіон Грузії (2): 1990, 1991
- Чемпіон Росії: 1992 («Спартак» Москва)[6]
- Бронзовий призер чемпіонату Росії: 1992 («Динамо» Москва)[6]
- Володар Кубка СРСР: 1992 («Спартак» Москва)
- Чемпіон Європи (U-21): 1990
- У списку 33-х кращих футболістів чемпіонату Росії (1): № 2 (1992)
- Кращий лівий захисник чемпіонату Росії за оцінками «Спорт-Експрес»: 1992 (сер. оцінка — 5,92)

### Тренера
- Чемпіон Грузії (2): 2004/2005 («Динамо» (Тбілісі)), 2005/06 («Сіоні» (Болнісі))
- Чемпіон Азербайджану (1): 2009/10 («Інтер» (Баку))
- «Кайрат»
  - Срібний призер чемпіонату Казахстану: 2016
  - Володар Суперкубка Казахстану: 2017